# Piopolis
Piopolis es una comunidad no incorporada en el condado de Hamilton, Illinois, Estados Unidos. Piopolis está ubicada en Crouch Township, 2,5 millas (4 km) al sur de Belle Prairie City.

## Historia
Piopolis fue colonizada en 1841 por inmigrantes católicos romanos de Baden, Alemania. Era conocida como Auxier Prairie, Dutch Settlement, Mount St. John, St. Francis Xavier y Belle Prairie antes de ser nombrada Piopolis en 1877 en honor al Papa Pío IX. Piopolis alguna vez tuvo una oficina de correos, que abrió en 1848, y una escuela pública que funcionó desde la década de 1880 hasta la de 1920. La economía de la comunidad históricamente se ha basado en la agricultura. 